# Abessinsolfågel
Abessinsolfågel (Cinnyris habessinicus) är en fågel i familjen solfåglar inom ordningen tättingar, förekommande i delar av Östafrika.

## Utseende
Abessinsolfågeln är en medelstor (13 cm) solfågel med lång nedåtböjd näbb. Hanen i häckningsdräkt har metalliskt grönglänsande ovansida och strupe, svart buk och rött bröstband, medan honan är enfärgat blek undertill utom undre stjärttäckarna. Hos mycket lika närbesläktade arabsolfågeln på Arabiska halvön är det röda bröstbandet mörkare och smalare hos hanen och honan är betydligt mörkare gråbrun. Den är även något större.

## Utbredning och systematik
Abessinsolfågeln delas upp i tre underarter med följande utbredning:
- Cinnyris habessinicus habessinicus – nordöstra Sudan, Eritrea samt norra och centrala Etiopien
- Cinnyris habessinicus alter – norra Somalia till östra Etiopien
- Cinnyris habessinicus turkanae – sydöstra Sydsudan, södra Etiopien, södra Somalia, norra Kenya och nordöstra Uganda

Tidigare inkluderades arabsolfågeln (C. hellmayri) i abessinsolfågel. Den urskiljs dock numera vanligen som egen art.

## Levnadssätt
Fågeln förekommer i brutet sten- eller sandlandskap med törnsnår, framför allt vid torra flodbäddar, men även i bergsskogar, odlade områden och trädgårdar. Den livnär sig liksom andra solfåglar av nektar, men även frukt från Salvadora persica, insekter och spindlar.

## Status
IUCN kategoriserar dem som livskraftig (LC). I Afrika beskrivs den som mycket vanlig i norra delen av utbredningsområdet, exempelvis i höglänta områden utmed Röda havet i Sudan, men mer ovanlig längre söderut som i norra Kenya, med endast ett säkert fynd från nordöstra Uganda.